# Tiradentes (Minas Gerais)
Tiradentes ist ein Ort und eine Gemeinde im brasilianischen Bundesstaat Minas Gerais, in einer Höhe von 927 Metern über dem Meeresspiegel gelegen, mit 6966 Einwohnern (Stand 2009) und einer Gesamtfläche von 83,209 km².

## Geschichte
Die Geschichte des Ortes geht auf die brasilianische Gründungs- und Entdeckungszeit zurück, als die Bandeirantes damit begannen, das Landesinnere zu erkunden. 1702 gelangten sie in die Gegend des heutigen Tiradentes. 1718 wurde der Ort gegründet.
Als 1889 in Brasilien die Republik ausgerufen wurde, benannte man die Stadt nach dem populären Befreiungskämpfer Tiradentes.

## Wirtschaft, Verkehr, Tourismus
Tiradentes lebt heute hauptsächlich vom Tourismus, da es sich um einen historischen Ort handelt. Außerdem haben sich viele Künstler im Ort und seiner Umgebung angesiedelt. Vom Nachbarort São João del Rei führt eine historische Eisenbahnstrecke nach Tiradentes. Hier verkehrt die 100 Jahre alte Dampflokomotive Maria Fumaça heute als Touristenattraktion. Die Serra de São José ist eine weitere Attraktion für Touristen, da es hier ein naturbelassenes Waldgebiet mitten im Gebirge gibt.

## Historische Bauwerke
- Die Kirche Matriz de Santo Antonio (1710/1736) mit Rokoko-Orgel, die in Porto/Portugal gebaut wurde. An der Ausgestaltung der Kirche hat auch der Meister brasilianischer Skulpturkunst Aleijadinho später mitgewirkt.
- Die Kirche Nossa Senhora do Rosário dos Pretos (1708/1727) wurde von Sklaven errichtet. Auf den Seitenaltären findet man Abbildungen von afrikanischen Gottheiten vom Candomblé im Synkretismus.
- Die Kirche Nossa Senhora das Mercês dos Pretos Crioulos aus dem 18. Jahrhundert (genaues Datum unbekannt) war die Stammkirche der „Crioulos“, der Mulatten, und wurde auch von einer entsprechenden Bruderschaft, der „Irmandade dos Homens Pardos“, errichtet. Sie enthält unter anderem einen interessanten Altar im Rokoko-Stil.
- Der alte Brunnen Chafariz de São José von 1749, mit drei Wasserspeiern und einer Terrakotta-Plastik des „São José de Botas“, liefert Wasser aus einem steinernen Aquädukt, der von Quellen in der die Stadt umgebenden Serra de São José gespeist wird. Der Brunnen wird immer noch benutzt zum Trinken, Wäsche waschen oder um Tiere zu tränken.